# 舟崎彩乃
舟崎 彩乃（ふなさき あやの、1991年11月3日 - ）は、日本のラジオディレクターである。
埼玉県さいたま市出身。尚美学園大学卒業。ミックスゾーン（旧サウンドマン）所属。

## 人物・エピソード
- 髪型はショートボブで、親しく交際する男性がいる[2]。
- アシスタントディレクターを務めていた『新内眞衣のオールナイトニッポン0(ZERO)』のパーソナリティー新内眞衣（乃木坂46）が、ニッポン放送のタイムテーブル2017年1月で表紙に起用された折に、「AD舟崎のタイムテーブルお渡し会」を越谷のイオンレイクタウンで催すと店内イベントの過去最高となる推定200人を集客した[3][4]。
- 番組パーソナリティーの新内眞衣やオードリー、リスナーからは「舟崎ちゃん」と呼ばれている。
- 2017年2月22日に『乃木坂46 新内眞衣のオールナイトニッポン0(ZERO)』を舟崎の自宅から放送して母と弟が出演した。この日は、LINE LIVEとの同時生放送でパーソナリティの新内眞衣と共にゲスト井上小百合（元乃木坂46）も訪問した[5]。
- 『乃木坂46 新内眞衣のオールナイトニッポン0(ZERO)』で長らくアシスタントディレクターを務めていたが、1部に昇格し『乃木坂46 のオールナイトニッポン』に変更になった際、卒業という形で一度番組を離れている。その後前任の加川ディレクターが番組を離れるタイミングで後を継ぎ、2代目ディレクターとして番組に戻ってきた。
- 2021年3月、『オードリーのオールナイトニッポン』のアシスタントディレクターを卒業[6]。2021年4月現在、担当している全ての番組にディレクターとして入っている[6]。
- 2024年3月6日深夜放送のニッポン放送『乃木坂46のオールナイトニッポン（ANN）』を、再び（番組としては二度目）さいたまスーパーアリーナ近くの舟崎の実家から放送した。これは、7～10日の4日間にわたって『乃木坂46 12th YEAR BIRTHDAY LIVE』が開催され、有楽町からでは移動に間に合わないのが理由だった[7]。

## 担当番組
以下、無記名はニッポン放送制作。※印はアシスタントディレクター、無印はディレクター

### 現在
- ナインティナインのオールナイトニッポン（第2期）（金曜〈木曜深夜〉 1時00分 - 3時00分）※[6]
- 櫻坂46 こちら有楽町星空放送局（日曜 23時00分 - 23時30分）
- ナイツ・ザ・ラジオショー（月曜 13時00分 - 15時30分）[6]
- オードリーのオールナイトニッポン（日曜〈土曜深夜〉 1時00分 - 3時00分）[6]

### 過去の担当番組
- 朝井リョウ&加藤千恵のオールナイトニッポン0(ZERO)（土曜〈金曜深夜〉 3時00分 - 5時00分）※
- 井上苑子のオールナイトニッポン0(ZERO)（火曜〈月曜深夜〉 3時00分 - 4時30分）[注 1][6]
- 里崎智也と吉田尚記 今夜もオトパラ!（金曜日 17時30分 - 20時50分）※
- 三四郎のオールナイトニッポン0(ZERO)（土曜〈金曜深夜〉3時00分 - 5時00分）※[6]
- ランパンプスのオールナイトニッポン0(ZERO)（火曜〈月曜深夜〉 3時00分 - 4時30分）[6]
- 乃木坂46 新内眞衣のオールナイトニッポン0(ZERO)（木曜〈水曜深夜〉 3時00分 - 4時30分）※
- 上柳昌彦 あさぼらけ（火曜〈月曜深夜〉 - 土曜〈金曜深夜〉 4時30分 - 6時00分）海の天気予報木曜日担当
- 根本宗子と長井短のオールナイトニッポン0(ZERO)（火曜〈月曜深夜〉 3時00分 - 4時30分）
- ザ・フーパーズ　火曜イケナイト（火曜日 21時30分 - 21時40分）
- 中川家のオールナイトニッポンPremium（火曜日 18時00分 - 20時30分）※
- 原田龍二DAYS（水曜日 13時00分 - 16時00分）
- King Gnu 井口理のオールナイトニッポン0(ZERO)（金曜〈木曜深夜〉 3時00分 - 4時30分）[6]
- ナインティナイン岡村隆史のオールナイトニッポン（金曜〈木曜深夜〉 1時00分 - 3時00分、2019年度を除く）※[6]
- オードリーのオールナイトニッポン（日曜〈土曜深夜〉 1時00分 - 3時00分）※アシスタントディレクターとして※[6]
- YOASOBIのオールナイトニッポンX（水曜〈火曜深夜〉 0時00分 - 0時53分）[6]
- 乃木坂46のオールナイトニッポン（木曜〈水曜深夜〉 1時00分 - 3時00分）番組2代目ディレクター[6]
- フワちゃんのオールナイトニッポン0（火曜〈月曜深夜〉 3時00分 - 4時30分）